# Vrbice u Kostelce nad Orlicí
Vrbice (deutsch Weidenbusch) ist eine Gemeinde in Tschechien. Sie liegt neun Kilometer südwestlich von Rychnov nad Kněžnou und gehört zum Okres Rychnov nad Kněžnou.

## Geographie

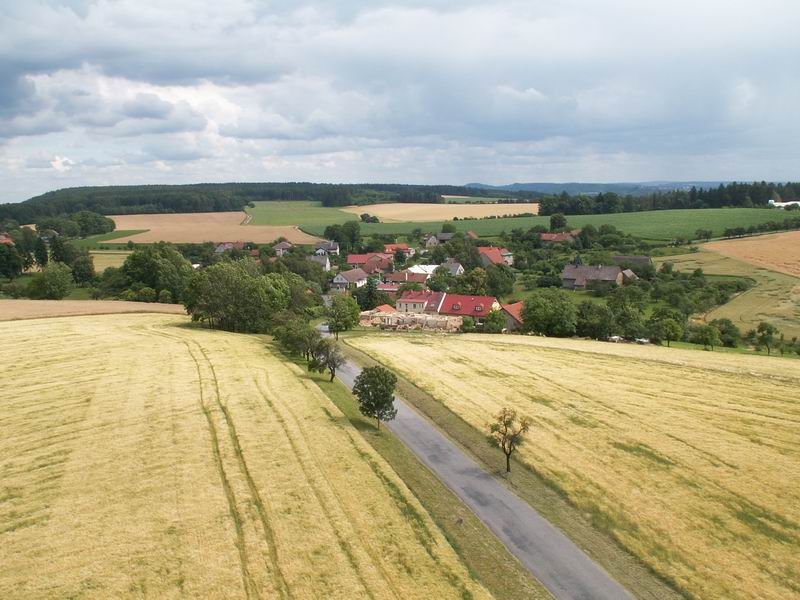
Vrbice

Der Ort im Quellgebiet des Vrbický potok befindet sich im Norden der Chotzener Tafel (Choceňská tabule) an der Anhöhe Kastel (444 m) zwischen den Tälern der Flüsse Wilde Adler und Brodec.
Nachbarorte sind Příkazy und Vyhnánov im Norden, Mnichovství und Záměl im Nordosten, Potštejn im Osten, Proruby, Nové Litice und Lhoty u Potštejna im Südosten, Chleny und Chlínky im Süden, Krchleby im Südwesten, Svídnice im Westen sowie Suchá Rybná im Nordwesten.

## Geschichte
Die slawische Besiedlung der Gegend erfolgte vermutlich in der Mitte des 13. Jahrhunderts. Der in der um 150 entstandenen Geographike Hyphegesis von Claudius Ptolemäus eingetragene Flecken Casurgis soll sich nach Meinung August Sedláčeks auf dem Berg Kastel befunden haben. Erwiesen ist, dass im 13. Jahrhundert auf dem Hügel zumindest eine Kirche gestanden hat.
Die erste urkundliche Erwähnung von Vrbice erfolgte am 24. Oktober 1495 als Besitz der Herrschaft Pottenstein. Zu dieser Zeit existierten in dem von Wäldern umgebenen Ort Vrbice lediglich zwei Anwesen. Mit der Ausdehnung des Dorfes wurden die Wälder gerodet.
1556 erwarb der Pfandinhaber der benachbarten Grafschaft Glatz, Ernst von Bayern, die Herrschaft Pottenstein einschließlich Doudleby von Johann von Pernstein. Zwei Jahre später veräußerte Ernst von Bayern den Besitz an Wenzel den Älteren von Okrauhlik und Groß Herrndorf, von dem es 1562 Nikolaus der Ältere von Bubna erwarb. Er schlug Vrbice der Herrschaft Doudleby zu.
Bis zur Ablösung der Patrimonialherrschaften im Jahre 1848  blieb Vrbice nach Doudleby untertänig. 1888 wurde die Feuerwehr gegründet. Im Jahre 1960 erfolgte die Eingemeindung nach Chleny, die nach der Samtenen Revolution 1990 wieder rückgängig gemacht wurde.

## Gemeindegliederung
Die Gemeinde Vrbice besteht aus den Ortsteilen Chlínky (Chlinek) und Vrbice (Weidenbusch) sowie den Einschichten Draha, Sadka und Čeřeny.

## Sehenswürdigkeiten
- Statue des Hl. Johannes von Nepomuk in Chlínky, errichtet 1760
- Steinkreuz
- Glockenturm mit Statue der Maria von Mariazell und dem Jesuskind, am Dorfplatz
- Bednářův křížek, Gedenkkreuz für den 1916 verunglückten Josef Bednář
- Martincův obrázek, das Heiligenbild wurde 1921 von Josef und Marie Pups errichtet

## Persönlichkeiten
- Der Maler Jiří Kaloč (* 1943) bewohnt seit 1979 ein Einzelgehöft bei Vrbice und ist seit 2003 Ehrenbürger der Gemeinde.